# Koniecpolští
Koniecpolští (polsky Koniecpolscy) je polský šlechtický rod, pocházející z vesnice Stary Koniecpol v Malopolsku.

## Historie rodu

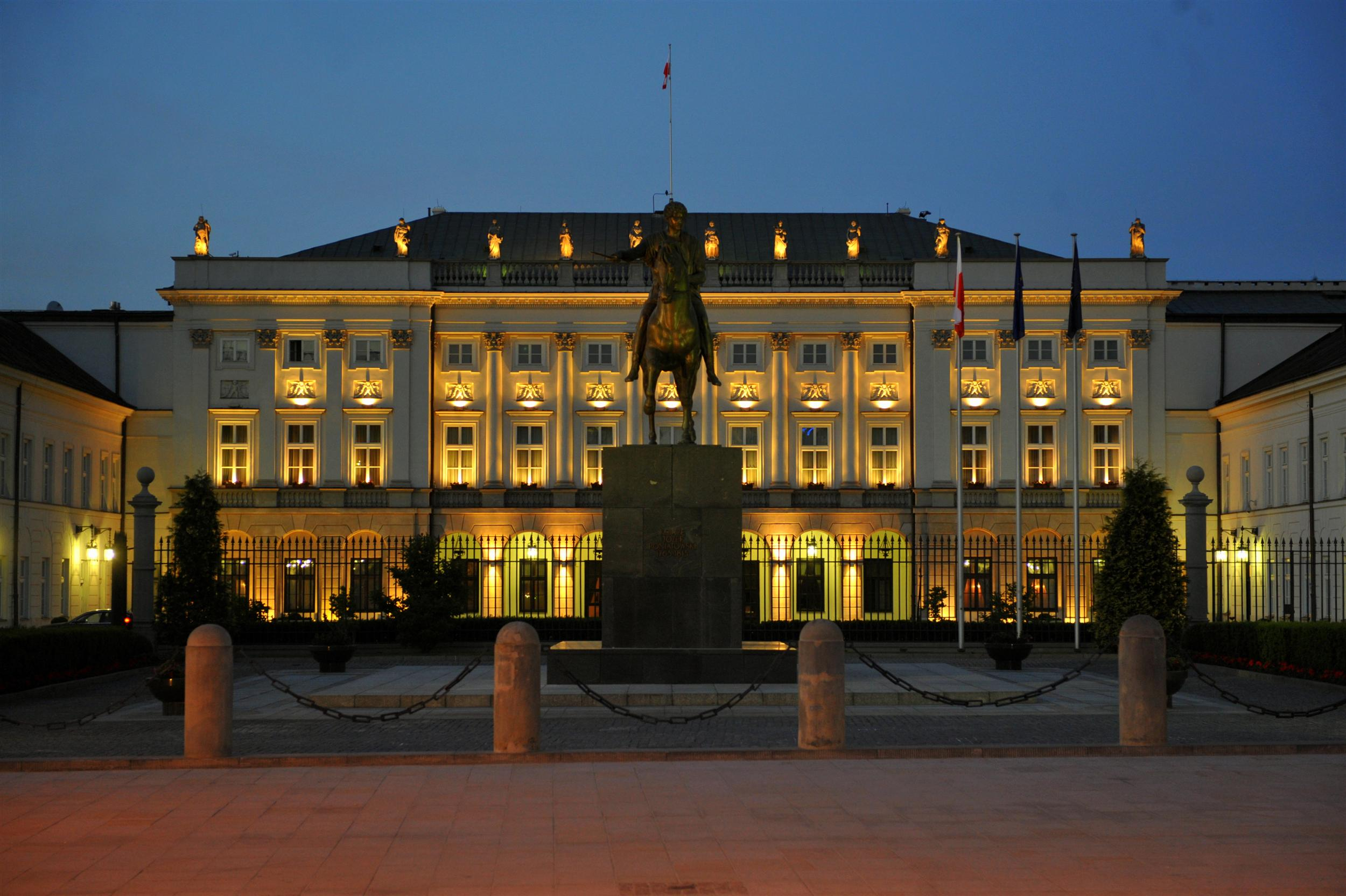
Palác Koniecpolských ve Varšavě slouží jako sídlo polského prezidenta

Záznamy o Koniecpolských se vyskytují od počátku 15. století. Jedním z nejvýznamnějších členů rodu byl Stanisław Koniecpolski, vojenský velitel v 17. století. Ve varšavském paláci Koniecpolských dnes sídlí polský prezident. Na počátku 18. století započal úpadek rodu a v roce 1719 Koniecpolští vymřeli.